# Paranemastoma bicuspidatum
Espèce
Synonymes
- Phalangium bicuspidatum Koch, 1834
- Nemastoma reimoseri Roewer, 1951

Paranemastoma bicuspidatum est une espèce d'opilions dyspnois de la famille des Nemastomatidae.

## Distribution
Cette espèce se rencontre dans les Alpes en Autriche, en Allemagne, en Suisse et en Slovénie.

## Description
Les mâles mesurent de 2,9 à 3,1 mm et les femelles de 3,2 à 3,7 mm.

## Systématique et taxinomie
Cette espèce a été décrite sous le protonyme Phalangium bicuspidatum par Koch en 1834. Elle est placée dans le genre Nemastoma par Koch en 1839. Elle est considérée comme une sous-espèce de Nemastoma quadripunctatum par Roewer en 1914. Elle est élevée au rang d'espèce par Kratochvíl en 1939. Elle est placée dans le genre Paranemastoma par Avram en 1973.
Nemastoma reimoseri a été placée en synonymie par Gruber en 1964.

## Publication originale
- Koch, 1834 : Arachniden. Deutschlands Insecten, Heft 122-127.